# بريجيت رؤوف
بريجيت رؤوف (بالألمانية: Brigitte Rau)‏ هي ممثلة ألمانية، ولدت في 31 ديسمبر 1933 ببرلين في ألمانيا، وتوفيت في 24 سبتمبر 1979 في المملكة المتحدة.

## وصلات خارجية
- بريجيت رؤوف على موقع IMDb (الإنجليزية)
- بريجيت رؤوف على موقع قاعدة بيانات الأفلام السويدية (السويدية)
- بريجيت رؤوف على موقع قاعدة بيانات الفيلم (الإنجليزية)